# Département de Gohitafla
Le département de Gohitafla est créé par le décret n°2020-767 du 30 septembre 2020 portant création de circonscription administrative.
Le ressort territorial de Gohitafla comprend les sous-préfectures de Gohitafla, de Iriéfla et de Miminigui. La création de cette nouvelle circonscription administrative, répond au veau ardent exprimé par les populations et fait suite à la promesse du président de la république d'élever les niveaux de représentation de l'Etat à l'échelon. Son premier préfet est Kouakou Yao qui a été présenté à la population par le préfet de la région de la Marahoué, Gueu Georges Gonbagui, mardi 26 janvier 2021, au centre culturel.
Selon RGPH-2021, la population du département de Gohitafla est estimée à 11368 habitants.
Soit: 6246 habitants à Gohitafla,1107 habitants à Iriéfla et 4012 habitants à Miminigui .